# Lampada fluorescente

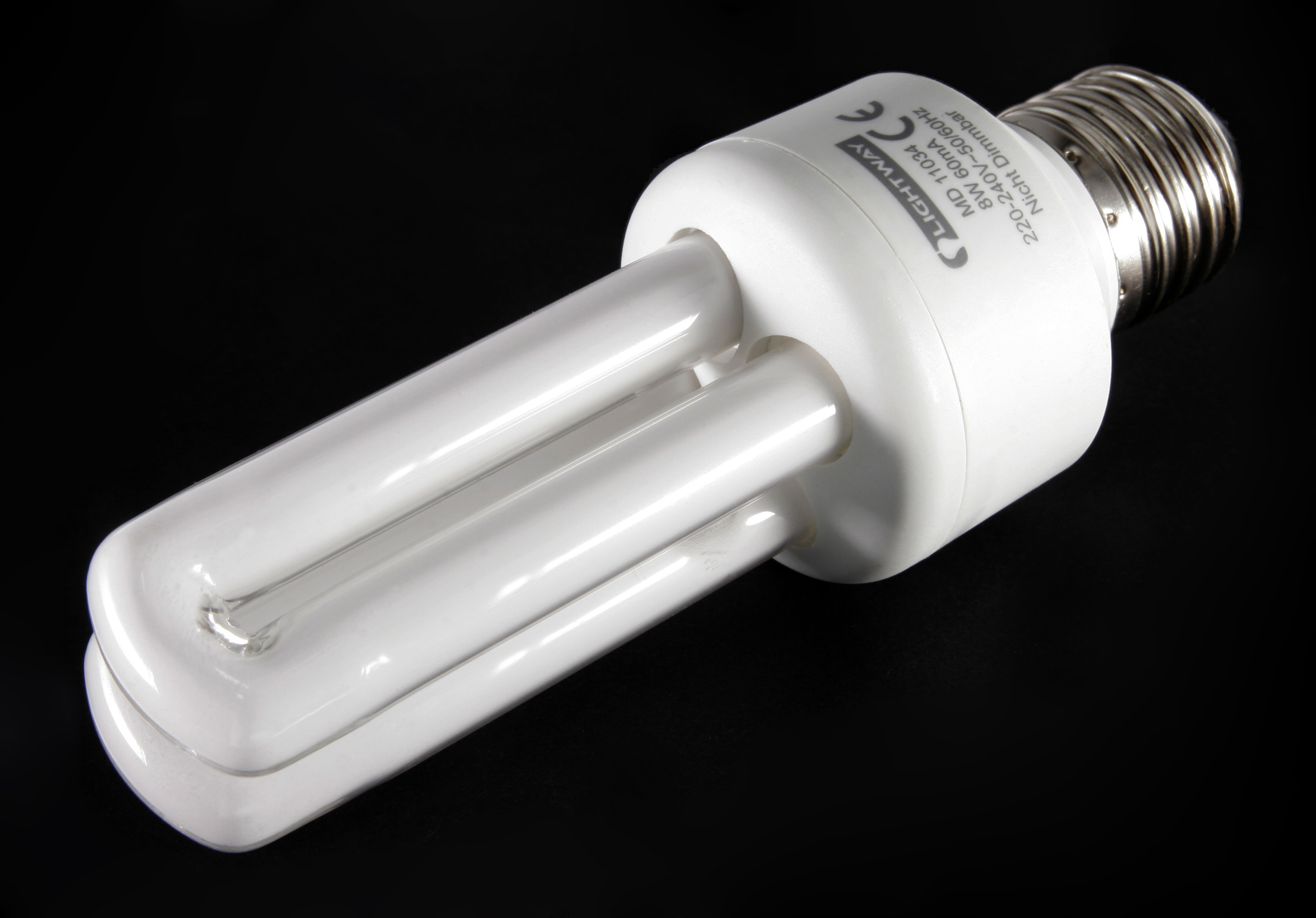
Lampada fluorescente compatta (CFL) a risparmio energetico

La lampada fluorescente è una lampada a scarica in cui l'emissione luminosa è indiretta, perché l'emittente non è il gas ionizzato, ma un materiale fluorescente.

## Descrizione
Questa lampada è chiamata nel linguaggio comune anche lampada o tubo al neon, in realtà contiene un gas nobile (non necessariamente neon), vapori di mercurio
e un materiale fluorescente.
È costituita da un tubo di vetro lineare e circolare o variamente sagomato (si distinguono le lampade CFL, Compact Fluorescent Lamp, che hanno il tubo di forma tale da avere poco ingombro, solitamente integrano l'elettronica di alimentazione e sono fornite di attacco E27 o E14). Sono prodotti in questo modo: nel tubo, la cui superficie interna è rivestita di materiale fluorescente dall'aspetto di polvere bianca, viene praticato il vuoto, poi viene introdotto un gas nobile (argon, xeno, neon, kripton) a bassa pressione e una piccola quantità di mercurio, che in parte evapora mescolandosi al gas.
A ognuna delle due estremità del tubo è presente un elettrodo. Il passaggio della corrente sollecita i gas a emettere radiazione nell'ultravioletto. Il materiale fluorescente, investito da tali radiazioni, emette a sua volta radiazione visibile, cioè luce. La radiazione visibile, avendo lunghezza d'onda maggiore di quella ultravioletta, trasporta solo una parte dell'energia cedutale dall'onda ultravioletta: l'energia restante è trasformata in calore, che va a riscaldare il tubo. Una differente composizione del materiale fluorescente permette di produrre una luce più calda oppure una luce più fredda.

### Accensione
A differenza di una lampada a incandescenza, quella fluorescente lineare o circolare non può essere collegata direttamente alla rete, perché:

Circuito di alimentazione tipico di una lampada fluorescente:
A: lampada
B: rete elettrica
C: accenditore
D: lamina bimetallica
E: condensatore filtro
F: elettrodi
G: reattore

- la lampada deve essere alimentata in limitazione di corrente;
- occorre una sovratensione che agevoli l'innesco.

Per questo motivo si pone in serie alla lampada un dispositivo ad hoc, di norma un induttore (chiamato anche reattore), raramente una resistenza.

Esistono due tipi di alimentatori: elettromagnetici ed elettronici.
A seconda delle tecnologia utilizzata per l'accensione della lampada, questa può richiedere tempi più o meno lunghi per raggiungere la piena luminosità.

### Caratteristiche di funzionamento
Le lampade fluorescenti hanno una vita media maggiore rispetto a quelle a incandescenza, ma la loro durata può essere fortemente influenzata dal numero di accensioni e spegnimenti, a meno che non si usi un pilotaggio elettronico: ognuna di queste operazioni, infatti, riduce la vita della lampada, a causa del deterioramento subito dagli elettrodi per il maggior numero di preriscaldamenti richiesti. Il valore fornito dalle aziende produttrici è generalmente calcolato con cicli di accensione di 8 ore e va dalle 12-15 000 ore delle lampade tubolari alle 5-6 000 ore delle lampade compatte.
Il pilotaggio elettronico, invece, grazie al preriscaldamento controllato dei catodi (elettrodi), ne ritarda il danneggiamento, consentendo un numero di accensioni praticamente infinito (oltre 60 000) e la precisione del controllo ne estende la vita ad almeno 10 000 ore. A differenza delle lampade a incandescenza, queste lampade perdono leggermente in quantità di flusso luminoso emesso nel corso del tempo; inoltre per i modelli meno recenti (con il preriscaldamento non controllato, ad esempio quello a risonanza capacitiva) di lampade compatte possono impiegare generalmente qualche minuto per arrivare al massimo di emissione possibile dopo l'accensione.

## Classificazione dei modelli in commercio

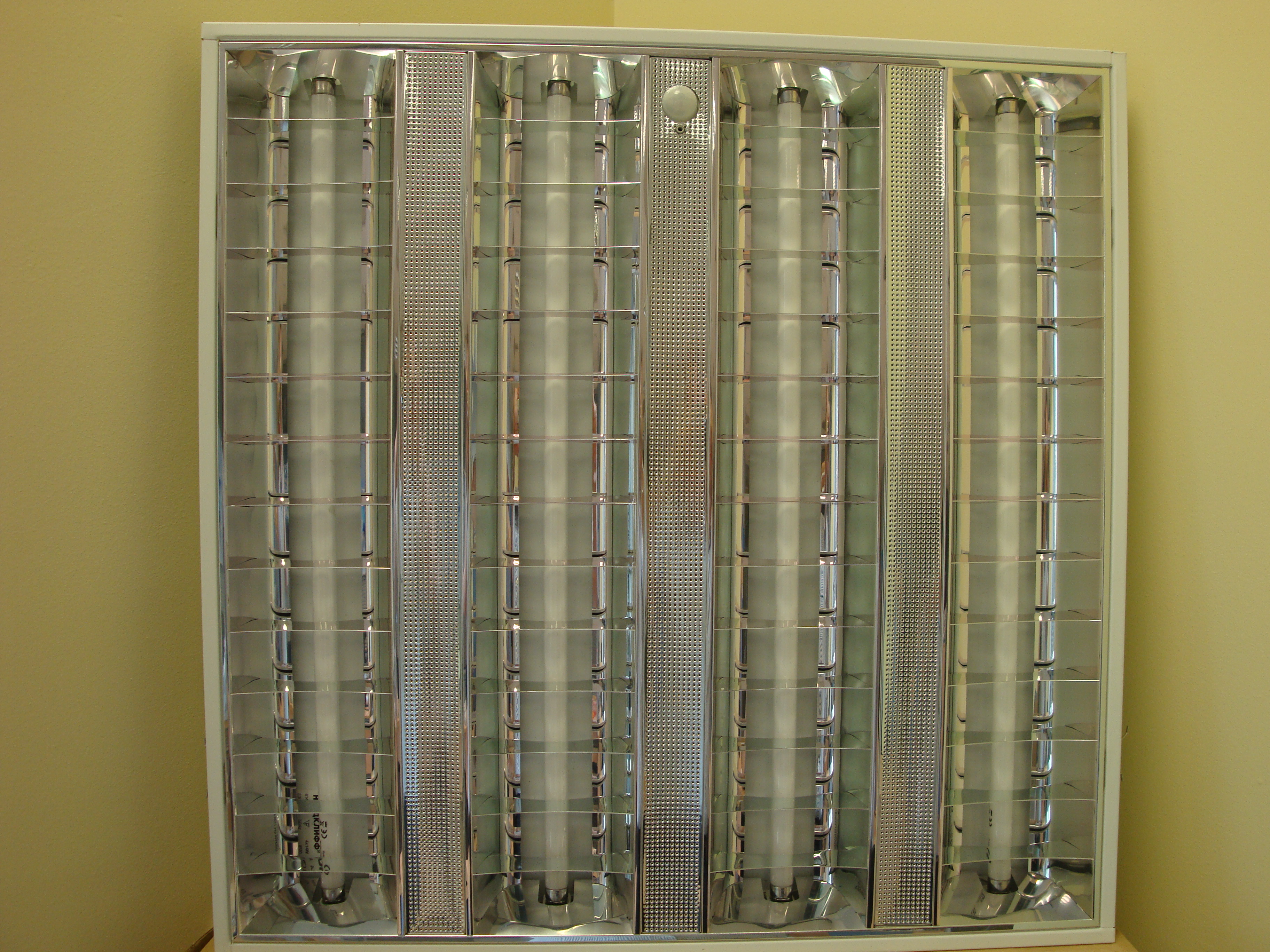
Una plafoniera per lampade fluorescenti lineari

Ci sono diversi modi di classificare le lampade fluorescenti in commercio.

### Forma geometrica
Una prima classificazione riguarda la forma del tubo. Vi sono:
- lampade fluorescenti compatte, concepite per concentrare la luminosità in un piccolo volume con lo scopo di ridurre l'ingombro, specialmente quando si vuole sostituire una lampada a incandescenza (inefficiente dal punto di vista energetico), contenuta in un piccolo alloggiamento, con una lampada a risparmio energetico;
- lampade fluorescenti circolari, che hanno un tubo di forma circolare, per avere un'illuminazione uguale in tutte le direzioni;
- lampade fluorescenti lineari, che hanno un tubo di forma lineare; la lunghezza varia da modello a modello, in modo da ottenere una diversa luminosità.

### Diametro
Un'altra classificazione riguarda il diametro del tubo.
Sono diffusi tubi di diametro:
- 7 mm, sigla T2,
- 12,5 mm, sigla T4,
- 16 mm, sigla T5,
- 26 mm, sigla T8,
- 38 mm, sigla T12

ove il numero che segue T identifica il diametro, espresso in ottavi di pollice.

### Tipo di polvere fluorescente e temperatura di colore
Le lampade fluorescenti possono essere classificate anche in base al tipo di
polvere fluorescente di rivestimento. In particolare, ci sono:
- le polveri a singolo alofosfato, nel qual caso si parla di lampade standard (in via di eliminazione, a causa della scarsa resa cromatica),
- le polveri trifosforo, composte da miscele composte da tre alofosfati, nel qual caso si parla di lampade trifosforo,
- le polveri pentafosforo, impropriamente dette, composte per lo più da una miscela di terre rare o da alofosfati, nel qual caso si parla di lampade pentafosforo.

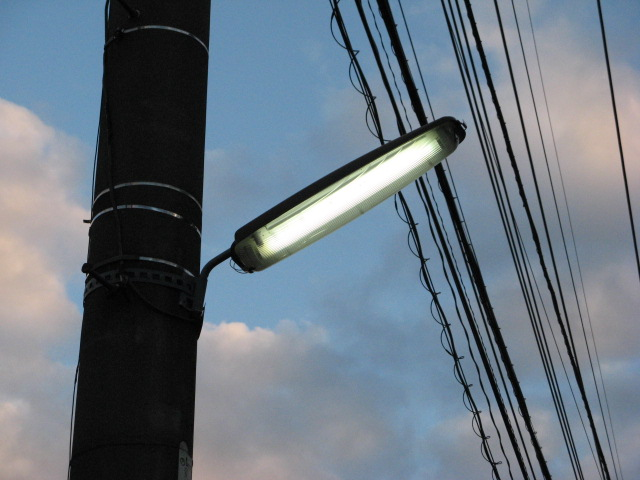
Una lampada fluorescente lineare per l'illuminazione pubblica

Anche avendo fissato il tipo di polvere fluorescente utilizzata, se ne può variare la composizione per variare la tonalità luminosa della radiazione visibile emessa dalla lampada.
In commercio le tonalità luminose sono identificate tramite il codice di colore, indicato dai produttori sulla confezione. Esso si compone di tre cifre:
- la prima indica il tipo di lampada:
  - 6 per standard,
  - 7 per standard extra, ossia standard trattata per migliorare la resa cromatica, oppure trifosforo trattata per aumentare la luminosità, peggiorando però la resa cromatica,
  - 8 per trifosforo,
  - 9 per pentafosforo;
- la seconda e la terza indicano la temperatura di colore espressa in centinaia di kelvin.

Ad esempio il codice 827 indica una lampada fluorescente trifosforo con temperatura di colore 2 700 K.
| Temperatura di colore | Temperatura di colore | Serie standard | Serie standard extra | Serie trifosforo | Serie pentafosforo |
| --------------------- | --------------------- | -------------- | -------------------- | ---------------- | ------------------ |
| warm comfort white    | 2500 K                |                |                      | 825              |                    |
| extracalda            | 2700 K                |                |                      | 827              |                    |
| warm white            | 3000 K                | 630            |                      | 830              | 930                |
| warm white            | 3500 K                |                |                      | 835              |                    |
| cool white            | 4000 K                | 640            | 740                  | 840              | 940                |
| cool white            | 4500 K                |                |                      | 845              |                    |
| daylight              | 5000 K                |                |                      | 850              | 950                |
| daylight              | 6000 K                |                |                      | 860              | 960                |
| daylight              | 6500 K                | 665            | 765                  | 865              | 965                |
| skywhite              | 8000 K                |                |                      | 880              |                    |

Per le lampade standard e standard extra, qualche produttore utilizzava un vecchio codice di colore a due cifre:
- 29 : corrisponde a 630
- 33 : corrisponde a 640
- 35 : temperatura di colore 3 450 K
- 54 : corrisponde a 765
- 83 : corrisponde a una lampada standard extra, trattata in modo da migliorare la resa cromatica quasi al livello delle trifosforo, temperatura di colore 3 000 K
- 84 : come la precedente, ma con temperatura di colore 4 000 K

A parità di temperatura di colore, la differenza tra una lampada trifosforo e una pentafosforo è appena percettibile: infatti le lampade pentafosforo, di recente introduzione, hanno una resa cromatica leggermente migliore, poiché hanno uno spettro più ampio e omogeneo, unita ad una luminosità lievemente minore.
Il codice di colore a tre cifre è utilizzato anche per altre sorgenti luminose. In tal caso,
- la prima cifra indica la resa cromatica. Ad esempio
  - 8 indica una resa compresa tra l'80 e l'89% (come effettivamente accade per le lampade fluorescenti trifosforo),
  - 9 indica una resa non inferiore al 90% (come effettivamente accade per le lampade fluorescenti pentafosforo);
- la seconda e la terza cifra indicano la temperatura di colore, espressa in centinaia di K.

## Rischi per la salute dovuti alla presenza di mercurio
Le lampade fluorescenti contengono mercurio, elemento estremamente tossico che è sufficiente a causare seri danni alla salute anche nella scarsa quantità contenuta in una lampada a fluorescenza. In modo particolare sono a rischio le donne in stato di gravidanza ed i bambini piccoli, poiché il mercurio influisce sullo sviluppo del cervello e del sistema nervoso del feto e del neonato. La Normativa comunitaria RoHS, Direttiva nº 2002/95/CE, proibisce, la decorrenza è 1º luglio 2006, la commercializzazione nell'Unione Europea di apparecchiature elettriche ed elettroniche contenenti sostanze tossiche quali: piombo, mercurio, cadmio, cromo esavalente, bifenili polibromurati (PBB), etere di difenile polibromurato (PBDE). La Direttiva esenta dalla proibizione chi commercializza lampade con un contenuto di mercurio non superiore a 5 mg poiché il mercurio è necessario al loro funzionamento. Tale esenzione non è stata riesaminata ed è ancora in vigore.

### Precauzioni da osservare alla rottura di una lampada
Una lampada a fluorescenza rotta rilascia vapori e polveri contenenti mercurio. Quando si rompe una lampada a fluorescenza all'interno di un locale, è consigliato uscire dal locale per qualche minuto, arieggiandolo e spegnendo eventuali sistemi di raffrescamento e riscaldamento. Per la pulizia dei residui si consiglia di NON utilizzare aspirapolvere o scopa, ma piuttosto di aiutarsi con cartoncino e nastro adesivo per raccogliere i residui in un barattolo di vetro con tappo ermetico, da smaltire insieme alle lampadine fluorescenti integre (vedi sotto).

### Smaltimento dei rifiuti
Dopo l'uso le lampade fluorescenti devono essere smaltite come materiali RAEE, non con il vetro.  Possono essere consegnate al centro di riciclaggio, presente spesso presso le discariche comunali, oppure al rivenditore.

## Flickering e altri rischi per la salute
C'è chi sostiene che le lampade fluorescenti compatte arrechino fastidio e danni a persone con problemi di fotosensibilità (elettrosensitività, autismo, epilessia, emicrania) ed emettano radiazioni pericolose di UV-B e di UV-C (lampade senza il doppio guscio protettivo e anche alcune lampade alogene). Tuttavia c'è anche chi ritiene buona parte di tali critiche inconsistenti.